# 陸圻
陸圻（1614年—？），字麗京，一字景宣，號講山，浙江杭州府錢塘縣人，明末清初詩人、醫學家。

## 生平
陸圻讀書過目不忘，有神童之譽。六歲能詩。清初是西泠十子之一，公推為十子之首，他與陳子龍等結登樓社，吟詩作對，世稱“西陵體”，康熙元年（1663年）受莊廷鑨明史案的株連，下獄論死，各地多方營救，後得以無罪開釋。歸里後，“骨肉重逢，渾如隔世”，長子陸繁祉因重病失語，“見父，淚流滿面而已”。獄中已有出家的念頭，後於康熙六年（1667年）離家出走，時年五十四歲，雲遊四海，甚至為避免家人尋找，“每至必易姓名”，以示決絕，後不知所終。著有《詩經吳學》、《威鳳堂文集》、《西泠新語》、《詩集》、《洛神賦辯注》、《陸生口譜》、《冥報錄》；又精醫理，常賣藥於“長安市”，著有《本草丹台录》、《灵台墨守》、《伤寒捷书》、《医林口谱》、《医案》、《医林新论》、《冥极录》、《医论》等。

## 家族
祖父陸東；父陸運昌，崇禎七年進士；次弟陸培，崇禎十三年進士；三弟陸堦，著有《白鳳樓集》；四弟陸垿，早夭；五弟陸垣，出嗣三叔父陸鳴煃；六弟陸㙄，著有《丹鳳堂集》。有女陸莘行；長子陸繁祉；次子陸寅（字冠周）為康熙二十七年（1688年）戊辰科進士，著有《玉照堂集》。

## 外部連結
[在维基数据编辑]
 《清史稿/卷484》，出自趙爾巽《清史稿》